# 초원의 빛 (1961년 영화)
《초원의 빛》(Splendor In The Grass)은 미국에서 제작된 엘리아 카잔 감독의 1961년 드라마, 멜로/로맨스 영화이다. 나탈리 우드 등이 주연으로 출연하였고 엘리아 카잔 등이 제작에 참여하였다.

## 출연

### 주연
- 나탈리 우드
- 팻 힝글
- 워런 비티

### 조연
- 오드리 크리스티
- 바바라 로든
- 조라 램퍼트
- 프레드 스튜어트

## 한국판 성우진 (MBC, 1994년 8월 20일)
- 박영희 - 디니 (나탈리 우드)
- 안지환 - 버드 (워런 비티)
- 최병학
- 황일청
- 박소현
- 안정현
- 온영삼
- 정희선
- 김기현
- 전국근
- 홍승옥
- 김명수
- 신성호
- 윤소라
- 성유진
- 손원일
- 정미연
- 황미영
- 최원형
- 유은숙

## 기타
- 협력프로듀서: 윌리엄 잉게
- 협력프로듀서: 찰스 H. 맥과이어
- 미술: 리처드 실버트
- 의상: 안나 힐 존스톤